# Sternellum
Sternellum – część sternum (brzusznego sklerytu) tułowia owadów.
Sternellum stanowi część eusternum z tyłu od sternakosty i/lub nasady apofiz sternalnych bądź widełek sternalnych. Przed sternellum położone jest basisternum, które odgraniczone może być od niego szwem szew sternakostalny. W przypadku przedtułowia i śródtułowia za sternellum znajdować się może spinasternum. U wielu owadów nasada widełek sternalnych wyciągnięta jest przez całą długość sternum, a wówczas sternellum jest niewyróżnialne.
U chrząszczy sternellum oznacza stykającą się z hypomeronem pozostałość wyrostka przedpiersia, położoną za przednimi biodrami.